# Oberwart Gunners
Oberwart Gunners (ou Redwell Gunners) est un club autrichien de basket-ball basé dans la ville d'Oberwart. Il appartient au championnat d'Autriche de basket-ball.

## Palmarès
- Champion d'Autriche : 2011 et 2016
- Coupe d'Autriche : 1995, 1999, 2005 et 2016

## Entraineurs célèbres ou marquants
- 1997-1998 :  Georg Kämpf
- 1999-2000 :  Gordon Herbert
- 2002-2005 :  Peter Stahl
- Févr. 2007-2009 :  Ante Perica
- 2009-févr. 2010 :  Peter Stahl
- Févr. 2010-2012 :  Nedeljko Ašćerić
- 2013-2015 :  Erik Braal
- 2015-2017 :  Chris Chougaz
- 2017-2018 :  Lluís Pino